# Salvatore Pietrocola

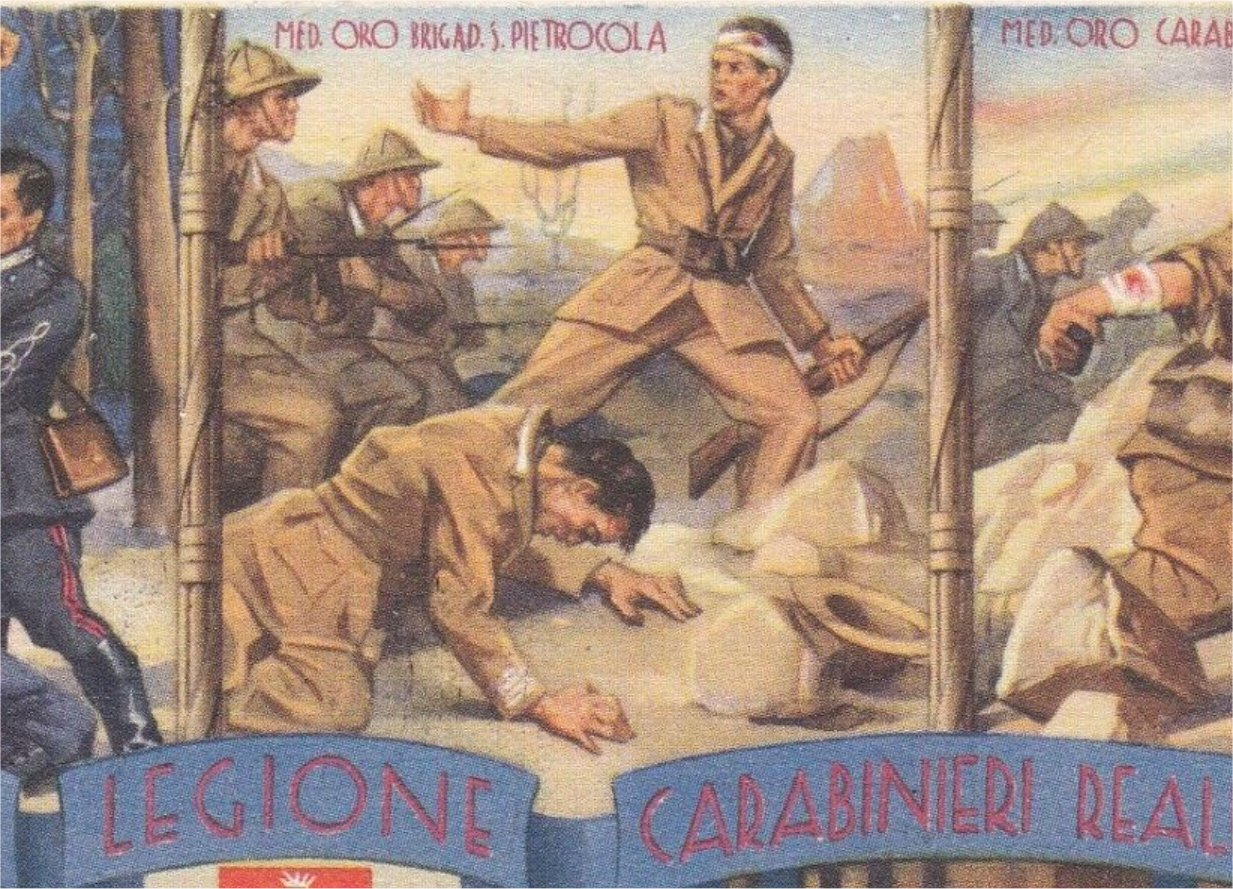
Salvatore Pietrocola (al centro) in una cartolina d'epoca

Salvatore Pietrocola (Minervino Murge, 16 dicembre 1905 – Malca Guba, 2 febbraio 1936) è stato un militare italiano, appuntato dell'Arma dei Carabinieri, insignito della medaglia d'oro al valor militare alla memoria per le attività compiute nel corso della Guerra d'Etiopia.

## Biografia
Nacque a Minervino Murge il 16 dicembre 1905 figlio di Domenico ed Angela Fredella, e nel gennaio 1924 si arruolò volontario nella Legione Allievi Carabinieri di Roma. A partire dal giugno successivo prestò servizio nella Legione Carabinieri di Treviso. Nel 1925, dietro sua richiesta, fu trasferito nel Regio corpo truppe coloniali della Tripolitania rientrando in Patria due anni dopo per frequentare la Scuola Allievi Sottufficiali di Firenze. Nel 1928 fu promosso la grado di Vicebrigadiere, assegnato alla Legione Carabinieri di Milano. Nel gennaio 1935 fu trasferito volontariamente presso il Regio corpo truppe coloniali della Somalia italiana, promosso al grado di Brigadiere, e destinato alla Divisione Carabinieri della Somalia italiana. Viste le sue insistenti domande gli fu affidato il comando di un gruppo di zaptié. Allo scoppio della guerra con l'Etiopia fu inquadrato nelle forze del fronte sud, comandate dal generale Rodolfo Graziani, assegnato alle forze operanti al comando del generale Annibale Bergonzoli. Si distinse durante la Battaglia di Ganale Doria (11-19 gennaio 1936) che portò all'occupazione di Neghelli e consentì di tagliare la via dei rifornimenti che dal Kenya giungevano alle truppe etiopiche. Alle forze del generale Bergonzoli fu assegnato l'incarico di garantire la difesa della città e di reprimere gli atti di brigantaggio segnalati nell'area.
A partire dal 29 gennaio Bergonzoli sostenne cinque combattimenti contro i ribelli, ed il 2 febbraio la sua colonna si trovava sulla via del ritorno quando, a Malca Guba, fu attaccata da truppe etiopiche inquadrate da disertori eritrei, che tentarono di accerchiare gli italiani. Il capitano comandante la colonna tentò di evitare la manovra nemica attaccando le posizioni avversarie, ma colto alle spalle si batte disperatamente fino a che non cadde morto, colpito alla testa. Pietrocola allora si lanciò a sua volta all'attacco, superando gli avamposti italiani e combattendo fino a che non fu colpito una prima volta alla gamba, e poi al torace, ma continuò a lanciare bombe a mano fino a che non si spense. Le truppe italiane attaccarono travolgendo la resistenza etiopica e ruppero definitivamente l'accerchiamento e a conquistare la vittoria. Per onorare il suo coraggio fu decretata la concessione della Medaglia d'oro al valor militare alla memoria.

## Riconoscimenti
Una via delle città di Bari (BA) e di Foggia (FG) portano il suo nome in segno di riconoscimento, così come l’Istituto comprensivo Statale di Minervino Murge (BAT).

### Annotazioni
1. ↑  Appassionato di sport invernali, nel 1931 frequentò con successo il corso sciatori a Ponte di Legno (Brescia), prendendo parte anche a diverse prove agonistiche.
2. ↑  Il generale Bergonzoli testimone del fatto espresse tutta la sua ammirazione commentando: Nessuno più di me ha avuto modo di conoscere e di apprezzare le qualità eccelse del brigadiere dei Carabinieri Salvatore Pietrocola. Nessuno più di me è convinto che la massima ricompensa al Valore sia degno riconoscimento all’opera di questo prode guerriero.

### Fonti
1. ↑  Gruppo Medaglie d'Oro al Valore Militare 1965, p. 148.
2. 1 2 3 4 5 6 7  Combattenti Liberazione.
3. ↑  Del Boca 2001, p. 281, dopo l'Incidente di Ual Ual il governo italiano decise di regolare definitivamente la questione etiopica, e nel gennaio 1935 iniziò la prima mobilitazione delle forze terrestri.
4. ↑  Del Boca 2001, p. 303.
5. ↑  Del Boca 2001, p. 497.
6. ↑  Del Boca 2001, p. 501.
7. ↑  Del Boca 2001, p. 514.
8. ↑  Del Boca 2001, p. 517.
9. ↑  Del Boca 2001, p. 516.
10. ↑  Del Boca 2001, p. 515, si trattava di circa 80 ascari appartenenti al 4º raggruppamento eritreo che avevano disertato nella notte del 16 gennaio.